# Marc Cherry
Marc Cherry (ur. 23 marca 1962 w Long Beach w hrabstwie Los Angeles w stanie Kalifornia, USA) – amerykański scenarzysta i producent telewizyjny, twórca m.in. serialu „Desperate Housewives”, dwukrotnie nominowany do nagrody Emmy.

## Życiorys
Po ukończeniu Troy High School w Fullerton w stanie Kalifornia, uczęszczał na California State University. Cherry zadecydował następnie o przeniesieniu się do Hollywood, gdzie rozpoczął karierę scenarzysty.
Magazyn Out umieścił go na liście najbardziej wpływowych osób ze środowiska LGBT w Hollywood.

## Produkcje

### Początki kariery
W roku 1990 został producentem i scenarzystą popularnego sitcomu stacji NBC The Golden Girls, a następnie pracował również przy jego spin-offie – emitowanym w latach przez CBS serialu The Golden Palace. Wkrótce potem, również dla kanału CBS, współtworzył serial The Five Mrs. Buchanans. W 2001 roku przez krótki okres tworzył sitcom Między nami facetami (Some of My Best Friends), którego gwiazdami byli Jason Bateman i Danny Nucci. Serial oparto na fabularnej komedii Kiss Me, Guido z 1997 roku i został on zdjęty z anteny stacji CBS zaledwie po siedmiu odcinkach.

### „Desperate Housewives”
Od października 2004 do maja 2012 roku tworzył jeden z najbardziej popularnych seriali, „Desperate Housewives”, który to był emitowany przez stację ABC. Opowiadał historie 5 kobiet i sąsiadek z jednej ulicy. Jedna z nich popełniła samobójstwo w pierwszym odcinku i odtąd zmarła opowiadała o życiu pozostałych przyjaciółek, mając swobodny wgląd w ich wszystkie sekrety.
Pomysł napisania scenariusza do pilota zrodził się po rozmowie z matką, która powiedziała mu, że wychowując swoje dzieci, była zdana niemal wyłącznie na siebie. Jej mąż i ojciec dzieci większość czasu był poza domem, a to powodowało, że wielokrotnie czuła się „zdesperowana”. Scenarzysta przyznał się też, że pomysły na skandale brał z gazet i z życia przyjaciół.
Długo starał się przekonać wiele amerykańskich stacji do swojego projektu. Już po pierwszej emisji serial uzyskał najlepszy wynik w rankingach oglądalności. Szybko stał się hitem w Stanach, a wkrótce prawa do emisji zakupiły stacje w kilkudziesięciu krajach, w Polsce były to Polsat, Fox Life oraz Comedy Central. Żadna stacja telewizyjna nie zdecydowała się kupić serialu, który został zaprezentowany jako komediowy. Dopiero gdy wprowadzono zmiany do scenariusza i zaprezentowano go jako nocną operę mydlaną, telewizja ABC zakupiła do niego prawa.
Serial zamknął się w ośmiu sezonach. Cherry wystąpił w finalnym, 180. odcinku „Finishing the Hat” jako bezimienny pracownik od przeprowadzek.
Proces z Nicollette Sheridan
5 kwietnia 2010 roku Nicollette Sheridan − grała w serialu postać Edie Britt do końca 5. sezonu − złożyła pozew, w sądzie w Los Angeles, przeciwko twórcy serialu oraz stacji ABC. Nicollette utrzymywała m.in., że Marc Cherry uderzył ją na planie produkcji we wrześniu 2008 roku. W pozwie można przeczytać, że gdy Sheridan zapytała go o kwestię ze scenariusza, Cherry wziął ją na bok i mocno uderzył ręką w twarz i głowę. Później podobno błagał o przebaczenie. Aktorka domagała się 20 mln dolarów. Pozew miał być rozpatrzony w sądzie w październiku 2011 roku. 16 sierpnia 2012 roku sąd apelacyjny uznał, że aktorka nie może ubiegać się o wszczęcie postępowania o bezprawne wypowiedzenie, gdyż nie została zwolniona (jej kontrakt nie został przedłużony po piątym sezonie serialu). Sąd zgodził się rozpatrzyć pozew, lecz 5 listopada 2013 sędzia z Los Angeles, Michael Stern, wydał wyrok, na mocy którego aktorka nie może rościć sobie prawa do odszkodowania, gdyż nie złożyła skargi w adekwatnym organie administracyjnym w terminie 6 miesięcy od incydentu. Pozew złożony w tak późnym czasie, z pominięciem istotnego dla sprawy urzędu, spowodował, iż aktorce zarzucono działanie pod wpływem uprzedzeń.

### „Devious Maids”
Od czerwca 2013 do sierpnia 2016 roku, pracował na planie serialu „Devious Maids”. Historia dotyczyła latynoskich pomocy domowych, które spotykały się ze sobą i żmudnie rozwikłały przyczynę morderstwa swej przyjaciółki oraz pozostałe problemy swoich pracodawców. Serial anulowano po 49 odcinkach. po finale 4. sezonu.

### „Why women Kill”
Od sierpnia 2019 pracuje na planie „Why women Kill”. Fabuła serialu opowiada o trzech kobietach żyjących w trzech różnych dekadach, które inaczej radzą sobie z niewiernością męża. CBS zamówiło 2. sezon serialu w dniu 16 października 2019 roku. Jeszcze przed finałem pierwszej serii.